# Fénystopposok
A Fénystopposok a Vad Fruttik harmadik stúdióalbuma. 2010. október 1-én jelent meg a Megadó Kiadó kiadásában. A lemez elkészítésében közreműködött Likó Marcell, Győrffy Gyula, Hock Attila, Hock Zoltán és Kerekes Gergely.

## Számlista
| 1.                     | Limonádé          | 3:17 |
| 2.                     | Lehetek én is     | 3:56 |
| 3.                     | Városlakó         | 3:07 |
| 4.                     | Diszkós           | 3:35 |
| 5.                     | Boroskóla         | 3:33 |
| 6.                     | Goa               | 4:10 |
| 7.                     | Bálban            | 4:07 |
| 8.                     | Embergép          | 3:29 |
| 9.                     | Nem hiszek        | 3:06 |
| 10.                    | Üvegszilánkkal    | 3:26 |
| 11.                    | Lehunyom a szemem | 3:05 |
| 12.                    | Béke presszó      | 3:20 |
| Teljes játékidő: 42:11 |                   |      |

## Külső hivatkozások
- Vad Fruttik - új dal, új klip, ősszel új lemez Archiválva 2016. március 4-i dátummal a Wayback Machine-ben
- EST.hu Archiválva 2016. március 26-i dátummal a Wayback Machine-ben
- Vad Fruttik, avagy irány Mad Max után! – MyMusic lemezkritika